# SC 07 Idar-Oberstein
Der SC 07 Idar-Oberstein ist ein rheinland-pfälzischer Sportverein aus Idar-Oberstein.

## Geschichte
Der SC Idar-Oberstein wurde im Jahre 1971 gegründet. Hervorgegangen ist dieser Club aus der Fusion der beiden Fußballvereine im Stadtteil Idar, dem 1. FC 07 Idar (höchste deutsche Fußball-Amateurklasse) und der Spvgg 08 Idar.

### 1. FC Idar
Der 1. FC Idar, der älteste Fußballverein der oberen Nahe, zählt beispielsweise mit Wormatia Worms, dem FK Pirmasens, dem 1. FC Kaiserslautern, Eintracht Bad Kreuznach, Borussia Neunkirchen und dem 1. FC Saarbrücken zu den Traditionsvereinen im südwestdeutschen Raum. Vor und nach dem Zweiten Weltkrieg spielte der 1. FC Idar einige Jahre in der höchsten deutschen Amateurklasse. Drei Spieler aus Idar wurden 1938 mit Hannover 96 deutscher Fußballmeister.
Besonders in den 1930er Jahren gab die damalige deutsche Fußballelite in der Schmuckstadt ihre Visitenkarte ab. Zuschauerzahlen von 5000 und mehr waren auf dem „Idarer Klotz“, der Heimat des 1. FC Idar, bei Spielen gegen den FC Schalke 04, den 1. FC Nürnberg, Alemannia Aachen und den SSV Jahn Regensburg zu dieser Zeit keine Seltenheit.
In der Saison 1945/46 war der 1. FC Idar noch einmal in der höchsten Spielklasse (Oberliga Südwest-Nord) vertreten.

### SpVgg Idar 08
Die Sportvereinigung Idar 08 war selbst Produkt einer Fusion, die am 2. März 1919 zwischen den Vereinen SC 08 Idar und SC Germania Idar vollzogen wurde. Die Sportvereinigung spielte von 1949 bis 1956 in der Amateurliga Rheinhessen/Nahe (bis 1951) bzw. Amateurliga Südwest. Die Amateurligen waren zu dieser Zeit die dritthöchste Spielklasse.

### SC Idar-Oberstein
| Saisonplatzierungen                             |                                |       |
| Saison                                          | Liga                           | Platz |
| 1971/72                                         | 2. Amateurliga Südwest         | 04.   |
| 1972/73                                         | 2. Amateurliga Südwest         | 07.   |
| 1973/74                                         | 2. Amateurliga Südwest         | 10.   |
| 1974/75                                         | Bezirksliga Nahe               | 12.   |
| 1975/76                                         | Bezirksliga Nahe               | 04.   |
| 1976/77                                         | Bezirksliga Nahe               | 09.   |
| 1977/78                                         | Bezirksliga Nahe               | 13.   |
| 1978/79                                         | Bezirksliga Nahe               | 15.   |
| 1979/80                                         | A-Klasse Nahe West             | 09.   |
| 1980/81                                         | A-Klasse Nahe West             | 09.   |
| 1981/82                                         | A-Klasse Nahe West             | 10.   |
| 1982/83                                         | A-Klasse Nahe West             | 09.   |
| 1983/84                                         | A-Klasse Nahe West             | 08.   |
| 1984/85                                         | A-Klasse Nahe West             | 08.   |
| 1985/86                                         | A-Klasse Nahe West             | 07.   |
| 1986/87                                         | A-Klasse Nahe West             | 04.   |
| 1987/88                                         | A-Klasse Nahe West             | 09.   |
| 1988/89                                         | A-Klasse Nahe West             | 03.   |
| 1989/90                                         | Bezirksliga Nahe               | 07.   |
| 1991/92                                         | Bezirksliga Nahe               | 01.   |
| 1992/93                                         | Landesliga West                | 02.   |
| 1993/94                                         | Landesliga West                | 01.   |
| 1994/95                                         | Verbandsliga Südwest           | 01.   |
| 1995/96                                         | Oberliga Südwest               | 11.   |
| 1996/97                                         | Oberliga Südwest               | 02.   |
| 1997/98                                         | Oberliga Südwest               | 05.   |
| 1998/99                                         | Oberliga Südwest               | 02.   |
| 1999/00                                         | Regionalliga West/Südwest      | 18.   |
| 2000/01                                         | Oberliga Südwest               | 14.   |
| 2001/02                                         | Oberliga Südwest               | 04.   |
| 2002/03                                         | Oberliga Südwest               | 04.   |
| 2003/04                                         | Oberliga Südwest               | 15.   |
| 2004/05                                         | Oberliga Südwest               | 17.   |
| 2005/06                                         | Verbandsliga Südwest           | 02.   |
| 2006/07                                         | Verbandsliga Südwest           | 01.   |
| 2007/08                                         | Oberliga Südwest               | 11.   |
| 2008/09                                         | Oberliga Südwest               | 05.   |
| 2009/10                                         | Oberliga Südwest               | 04.   |
| 2010/11                                         | Oberliga Südwest               | 01.   |
| 2011/12                                         | Regionalliga West              | 16.   |
| 2012/13                                         | Regionalliga Südwest           | 18.   |
| 2013/14                                         | Oberliga RP/Saar               | 06.   |
| 2014/15                                         | Oberliga RP/Saar               | 14.   |
| 2015/16                                         | Verbandsliga Südwest           | 09.   |
| 2016/17                                         | Verbandsliga Südwest           | 02.   |
| 2017/18                                         | Oberliga RP/Saar               | 11.   |
| 2018/19                                         | Oberliga RP/Saar               | 17.   |
| 2019/20                                         | Verbandsliga Südwest           | 9.    |
| 2020/21                                         | Verbandsliga Südwest (Abbruch) | 1.    |
| 2021/22                                         | Verbandsliga Südwest           | 2.    |
| 2022/23                                         | Verbandsliga Südwest           | 4.    |
| 2023/24                                         | Verbandsliga Südwest           | 1.    |
| 2024/25                                         | Oberliga RP/Saar               | 12.   |
| rot unterlegt: Abstieg grün unterlegt: Aufstieg |                                |       |

Im Jahre 1971 beschlossen die beiden Idarer Fußballvereine zu fusionieren, um auf diese Weise die zukünftigen Anforderungen zu bewältigen. Hinzu kam noch, dass die sportlichen Erfolge beider Klubs rückläufig waren und andere Idar-Obersteiner Fußballvereine den Idarer Fußball längst überflügelt hatten. Doch der erhoffte schnelle sportliche Aufschwung blieb aus, obwohl mit Horst Eckel, Mitglied der DFB-Weltmeisterschaft 1954, ein renommierter Trainer zu Beginn zur Verfügung stand. Im Jahre 1977 schließlich war der Tiefpunkt der Vereinsgeschichte erreicht, die erste Fußballmannschaft war in die A-Klasse abgestiegen. Eine schwierige Periode begann. Zehn Jahre spielte der SC Idar-Oberstein in der A-Klasse, die Mitgliederzahl sank von 1300 (im Jahre der Fusion) auf knapp 500.

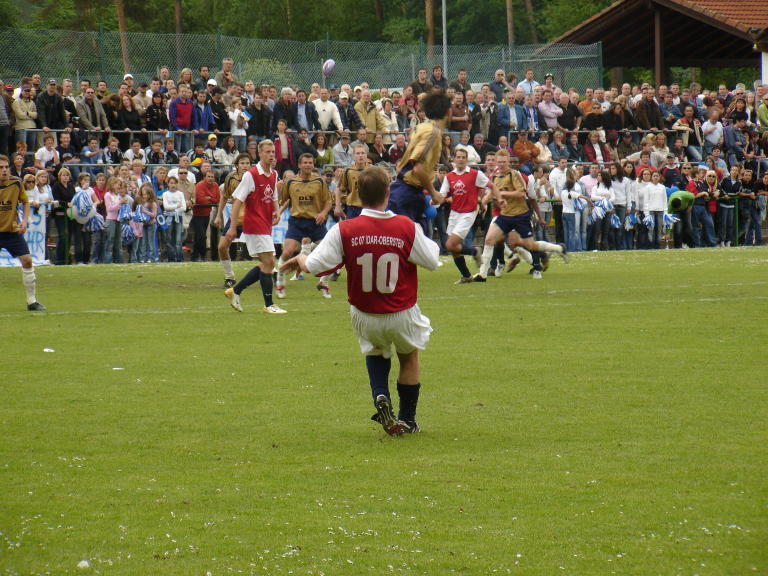
Tus Hohenecken – SC Idar

Im Jahre 1987 gründeten Vereinsmitglieder aus Idar einen Förderverein mit dem Ziel, dem Fußball in Idar wieder bessere sportliche Perspektiven zu erschließen. Eine zentrale Sportanlage im Haag wurde gebaut, bisher spielte sich das Sportgeschehen auf zwei Sportanlagen (Klotz und Haag) ab. Schon bald stellten sich die ersten Erfolge ein. 1989 schaffte der SC Idar-Oberstein den Aufstieg in die Bezirksliga. Von nun an ging die sportliche Entwicklung steil bergauf, 1992 Landesliga, 1994 Verbandsliga, 1995 Oberliga Südwest und schließlich 1999 Regionalliga West/Südwest. Außerdem sollten auch die Vizemeisterschaft der Oberliga 1997, der SWFV-Pokalsieg 1998 und der Einzug in die 1. DFB-Pokalhauptrunde (gegen Arminia Bielefeld vor 5000 Zuschauern im Haag) nicht vergessen werden. Zu verdanken ist dieser sportliche Aufschwung auch den Trainern Lothar Emmerich (Aufstieg in Verbandsliga und Oberliga) und Michael Dusek, in dessen Amtszeiten Oberliga-Vizemeisterschaft, SWFV-Pokalsieg und schließlich Regionalliga-Aufstieg fielen.

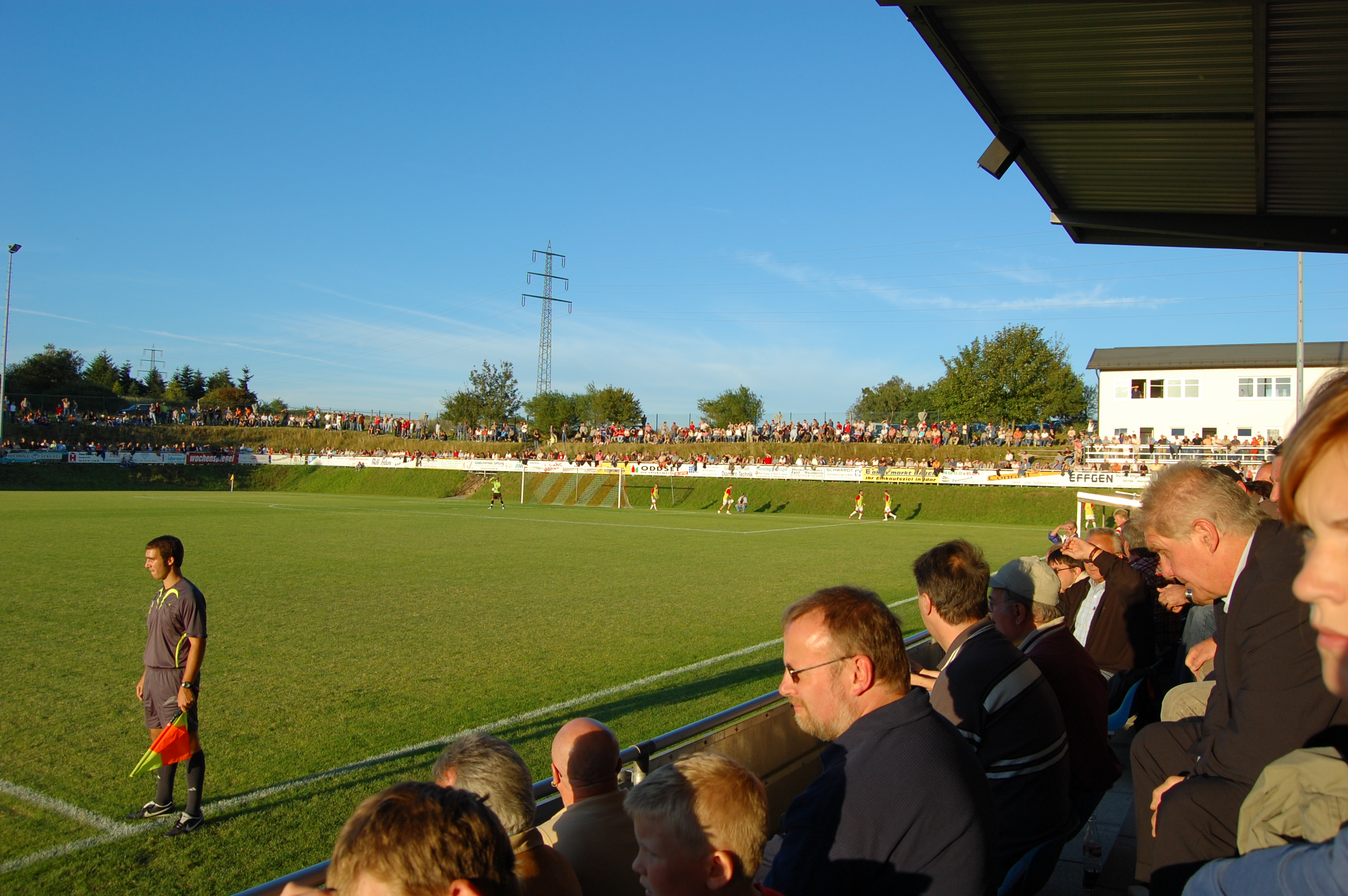
Sportzentrum „Im Haag“

Aus der Regionalliga stieg man 2000 wieder ab, da man als reine Amateurmannschaft in dieser Profiliga keine Chance hatte – zudem kam noch die Neustrukturierung der 3. Liga, die den Zwangsabstieg zahlreicher Vereine zur Folge hatte.
Darüber hinaus ist zu erwähnen, dass während der Zugehörigkeit zu der Oberliga Südwest der SC Idar-Oberstein immer der Zuschauerkrösus war. Im Schnitt sahen zu der Zeit mehr als 1000 Zuschauer die Heimspiele der Mannschaft.
Nach fünf Jahren Oberliga folgte im Jahre 2005 der Abstieg in die Verbandsliga, der direkte Wiederaufstieg wurde durch ein 1:1 am letzten Spieltag gegen den direkten Meisterschaftskonkurrenten TuS Hohenecken verpasst, die Partie fand vor etwa 2500 Zuschauern statt. In der Saison 2006/07 gelang als Staffelmeister die Rückkehr in die Oberliga. Nach einem extrem schlechten Saisonstart 2007/08 (acht Niederlagen), entschied sich der Verein den Trainer zu entlassen. Mit Michael Dusek als neuen Trainer kam der Erfolg zurück und man konnte früh den Klassenerhalt feiern. Am Ende reichte es für einen elften Tabellenplatz. In den Folgejahren kämpfte sich der Verein zurück in die Spitzengruppe der Oberliga Südwest und verpasste in der Saison 2009/10 den Meistertitel nur knapp. Als Mitfavorit ging die Mannschaft um Trainer Michael Dusek in die Saison 2010/11 und wurde dieser Rolle schnell gerecht. Am Ende stand 2011 die Meisterschaft der Oberliga Südwest und der damit verbundene Aufstieg in die Regionalliga West.
In der Regionalliga West gab es in der Saison 2011/2012 keine sportlichen Absteiger. Dennoch belegte der SC am Ende den 16. Platz, mit großem Vorsprung auf TuS Koblenz, der sogar zum sportlichen Verbleib in der Klasse gereicht hätte. Größter Erfolg war dabei wohl der Sieg gegen den ehemaligen deutschen Meister Rot-Weiss Essen (2:1 im Stadion Haag).
Nach der Umstrukturierung der Regionalligen ging der SC Idar in der Saison 2012/13 in der Fußball-Regionalliga Südwest an den Start. Nach einer guten Hinrunde – erst am letzten Hinrundenspieltag gab es die erste Auswärtsniederlage (beim späteren Meister KSV Hessen Kassel 0:3) – holte der Verein in der Rückrunde nur noch 15 Punkte und musste deshalb als Tabellenvorletzter den Gang in die Fünftklassigkeit antreten. Zugleich legte Sascha Hildmann überraschend sein Amt als Trainer nieder und heuerte bei Ligakonkurrent SC Hauenstein an.
Für die Saison 2013/14 konnte mit Thomas Riedl und Olaf Marschall ein namhaftes Trainerduo verpflichtet werden. Am 29. August 2014 wurden beide aufgrund anhaltender Erfolglosigkeit entlassen und ersetzt durch Murat Yasar, einen ehemaligen Spieler des SC 07 Idar-Oberstein und bis dahin Trainer des Bezirksligisten TuS Monzingen.
Nach nur zwei Jahren in der Oberliga, stiegen 2015 die Edelsteinstädter wieder ab. Nachdem die Verbandsliga Südwest Saison 2015/2016 durchwachsen lief, landete der SC am letzten Spieltag auf dem Tabellenplatz 9. 2016/2017 wurde der SC 07 Idar-Oberstein hinter dem FV Dudenhofen Vizemeister und nahm an der Relegation zum Aufstieg in die Oberliga Rheinland-Pfalz/Saar teil, bei dem der SC sich mit zwei Siegen gegen Primstal und Eisbachtal durchsetzen konnte und so aufstieg. 2019 verfehlte der Verein als Tabellenvorletzter den Klassenerhalt in der Oberliga und stieg erneut in die Verbandsliga Südwest ab.
Zurzeit hat der SC Idar-Oberstein rund 900 Mitglieder. Neben Fußball verfügt der Verein über die Abteilungen Leichtathletik und Gymnastik. In der Jugendarbeit des SC Idar-Oberstein werden derzeit 156 Jugendliche in der Fußballabteilung betreut.

## Stadion

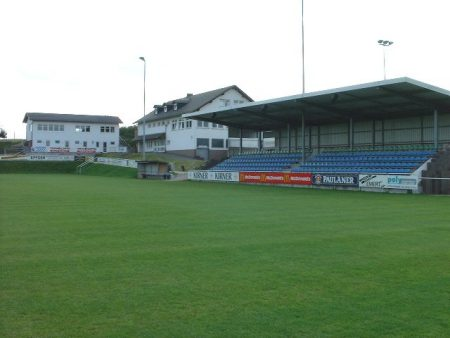
Sportgelände Im Haag mit Sportlerheim und Pressegebäude

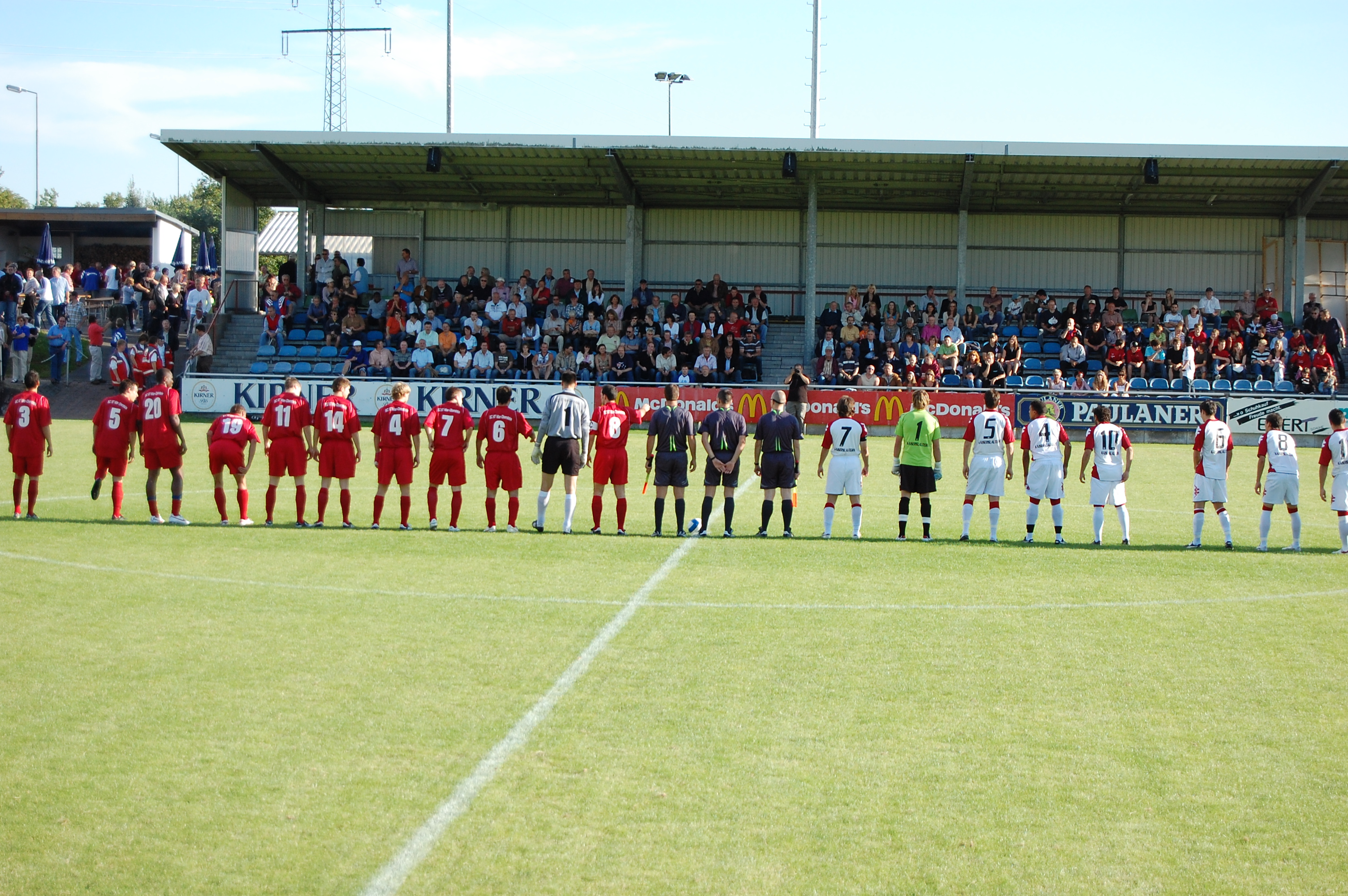
Tribüne auf Hauptplatz

Seit 1990 spielt der SC Idar-Oberstein auf dem vereinseigenen Sportgelände Im Haag. Das Gelände umfasst insgesamt 57.500 m². Im Mittelpunkt steht das Stadion mit Clubheim (seit Oktober 1992) und Pressegebäude. Das Stadion hat laut Vereinsangaben ein Fassungsvermögen von rund 4000 Zuschauern. Seit 1996 verfügt das Sportgelände über einen zweiten Rasenplatz neben dem Hauptplatz. Neben den beiden Rasenplätzen, steht dem Verein noch ein Kunstrasenplatz zur Verfügung.

### Zuschauerrekorde
- 2018/2019: SC Idar-Oberstein – 1. FC Kaiserslautern, 5000 Zuschauer
- 1998/1999: SC Idar-Oberstein – Arminia Bielefeld, 4550 Zuschauer
- 1999/2000: SC Idar-Oberstein – Rot-Weiss Essen, 4500 Zuschauer
- 2008/2009: SC Idar-Oberstein – 1. FC Saarbrücken, 3200 Zuschauer
- 1998/1999: SC Idar-Oberstein – SpVgg EGC Wirges, 2900 Zuschauer

## Bekannte Spieler
- Jean-François Kornetzky
- Michael Lehmann
- Erich und Richard Meng (Deutsche Meister mit Hannover 96 1938)
- Pierre Merkel
- Kingsley Onuegbu
- Thomas Riedl
- Christian Titz

## Trainer
- Horst Eckel (1970er Jahre)
- Lothar Emmerich (1992–1996; Meister Landesliga, Meister Verbandsliga)
- Michael Dusek (1996–1999; Vizemeister Oberliga, SWFV-Pokalsieg)
- Erwin Berg (1999)
- Gerd Hoffmann (1999–2000)
- Guido Mey (2000)
- Gerd Hoffmann (2001)
- Werner Mörsdorf (2001–2003)
- Sascha Nicolay (2003–2004)
- Jörg Marcinkowski (2004–2005)
- Patric Muders (2005–2007; Meister Verbandsliga)
- Michael Dusek (2007–2011; Meister Oberliga)
- Sascha Hildmann (2011–2013)
- Thomas Riedl (2013–2014)
- Olaf Marschall (2013–2014)
- Murat Yasar (2014–2019)
- Uwe Hartenberger (2019–2020)
- Andy Baumgartner (2020–2023)
- Christian Henn (2023)
- Tomasz Kakalla (2023–)

## Erfolge
- 1997 Vizemeister in der Oberliga
- 1999 SWFV-Pokalsieg und DFB-Pokalhauptrunde gegen Arminia Bielefeld
- 1999 Vizemeister der Oberliga Südwest und Aufstieg in die Regionalliga West-Südwest
- 2007 Wiederaufstieg in die Oberliga Südwest
- 2011 Meister der Oberliga Südwest

## Anderes

### Förderverein
Im Jahre 1987 gründeten ehemalige Fußballspieler und engagierte Vereinsmitglieder aus Idar einen Förderverein mit dem Ziel, dem Fußball in Idar wieder bessere sportliche Perspektiven zu erschließen. Eine zentrale Sportanlage im Haag wurde gebaut, bisher spielte sich das Sportgeschehen auf zwei Sportanlagen (Klotz und Haag) ab.

### Abteilungen
- Fußball
- Leichtathletik
- Damengymnastik
- „Alte Herren“
- Hobbykicker
- Jugendabteilung
- Hockeyabteilung